# Изолированная особая точка
Изолированная особая точка — точка, в некоторой проколотой окрестности которой функция {\displaystyle f(z)} однозначна и аналитична, а в самой точке либо не задана, либо недифференцируема. Например, точка {\displaystyle z=0} является изолированной особой точкой для функции {\displaystyle z^{-1}}, а особая точка {\displaystyle z=0} функции {\displaystyle f(z)=(1+e^{1/z})^{-1}} изолированной не является, поскольку основание обращается в нуль при {\displaystyle z_{k}=(\pi (2k+1)i)^{-1}} для всякого целого {\displaystyle k}.
Если {\displaystyle a} — изолированная особая точка для {\displaystyle f(z)}, то {\displaystyle f(z)}, будучи аналитической в некоторой проколотой окрестности этой точки, разлагается в ряд Лорана, сходящийся в этой окрестности:
{\displaystyle f(z)=\sum _{n\in \mathbb {Z} }a_{n}(z-a)^{n}=\sum _{n=0}^{\infty }a_{n}(z-a)^{n}+\sum _{n=1}^{\infty }{\frac {a_{-n}}{(z-a)^{n}}}}.
Первая часть этого разложения называется правильной частью ряда Лорана, вторая — главной частью ряда Лорана.
Тип особой точки функции определяется по главной части этого разложения — точка может быть устранимой (если главная часть равна нулю), полюсом (главная часть содержит конечное число ненулевых членов) или существенно особой (главная часть содержит бесконечное число ненулевых членов).